# Allium feinbergii
Allium feinbergii är en amaryllisväxtart som beskrevs av Oppenh. Allium feinbergii ingår i släktet lökar, och familjen amaryllisväxter. Inga underarter finns listade i Catalogue of Life.